# Liberty Meadows
Liberty Meadows é uma tira em quadrinhos criada pelo quadrinista Frank Cho. As tiras contam as divertidas histórias em um santuário para animais.

## Publicação
Inicialmente a tira era publicada diariamente em jornais norte-americanos, mas passou a sofrer censura devido a algumas de suas piadas ácidas e politicamente incorretas. Cho cancelou então a tira diária e levou a série para a Image Comics, passando a publicá-la mensalmente.
Em 2007 foi lançada no Brasil a publicação Liberty Meadows - Livro 1: Éden, pela HQM Editora.
Em Maio de 2010, o jornal O Globo passou a publicar tiras de Liberty Meadows.

## Personagens
- Brandy Carter - Uma linda psiquiatra para animais.
- Frank Mellish - Veterinário apaixonado por Brandy, mas que não tem coragem para contá-la.
- Dean - Um porco sexista com problemas de bebida e viciado em cigarros.
- Ralph - Um urso anão, ranzinza e que vive tendo ideias mirabolantes.
- Leslie - Um sapo-boi hipocondríaco.
- Truman - Um pato jovem e ingênuo, é sempre bem educado com as pessoas.
- Oscar - Um cachorro salsicha, melhor amigo de Truman, é o único animal na série que não fala.

## Prêmios
- National Cartoonist Society's Award
- Charles M. Schulz Award for Excellence in Cartooning
- Eagle Award
- Max & Moritz Prize